# Andorra op de Olympische Zomerspelen 1976
Andorra debuteerde op de Olympische Zomerspelen tijdens de Olympische Zomerspelen 1976 in Montréal, Canada. Twee schutters en een bokser deden mee.

## Resultaten en deelnemers

### Boksen
| Olympiër            | Discipline | Resultaat | Prestatie                                                                     |
| ------------------- | ---------- | --------- | ----------------------------------------------------------------------------- |
| Joan Claudi Montane | -81kg (m)  | 9e        | 1e ronde: W van NGR Daramola: walk-over 2e ronde: V van GDR Sachse: knock-out |

### Schietsport
| Olympiër        | Discipline | Resultaat | Prestatie  |
| --------------- | ---------- | --------- | ---------- |
| Esteve Dolsa    | trap (g)   | 35e       | 159 punten |
| Joan Tomas Roca | trap (g)   | 33e       | 162 punten |

Amerikaanse Maagdeneilanden · Andorra · Antigua en Barbuda · Argentinië · Australië · Bahama's · Barbados · België · Belize · Bermuda · Bolivia · Bondsrepubliek Duitsland · Brazilië · Bulgarije · Canada · Chili · Colombia · Costa Rica · Cuba · Denemarken · Dominicaanse Republiek · Duitse Democratische Republiek · Ecuador · Egypte · Fiji · Filipijnen · Finland · Frankrijk · Griekenland · Groot-Brittannië · Guatemala · Haïti · Honduras · Hongarije · Hongkong · Ierland · IJsland · India · Indonesië · Iran · Israël · Italië · Ivoorkust · Jamaica · Japan · Joegoslavië · Kaaimaneilanden · Kameroen · Koeweit · Libanon · Liechtenstein · Luxemburg · Maleisië · Marokko · Mexico · Monaco · Mongolië · Nederland · Nederlandse Antillen · Nepal · Nicaragua · Nieuw-Zeeland · Noord-Korea · Noorwegen · Oostenrijk · Pakistan · Panama · Papoea-Nieuw-Guinea · Paraguay · Peru · Polen · Portugal · Puerto Rico · Roemenië · San Marino · Saoedi-Arabië · Senegal · Singapore · Sovjet-Unie · Spanje · Suriname · Thailand · Trinidad en Tobago · Tsjecho-Slowakije · Tunesië · Turkije · Uruguay · Venezuela · Verenigde Staten · Zuid-Korea · Zweden · Zwitserland